# Katharine Berkoff
Katharine Berkoff (Missoula, 28 januari 2001) is een Amerikaanse zwemster. Ze is de dochter van olympisch zwemkampioen Dave Berkoff.

## Carrière
Bij haar internationale debuut, op de wereldkampioenschappen kortebaanzwemmen 2021 in Abu Dhabi, veroverde Berkoff de bronzen medaille op de 100 meter rugslag. Samen met Abbey Weitzeil, Claire Curzan en Kate Douglass werd ze wereldkampioen op zowel de 4×50 als de 4×100 meter vrije slag. Op de 4×200 meter vrije slag zwom ze samen met Torri Huske, Emma Weyant en Paige Madden in de series, in de finale sleepten Huske en Madden samen met Abbey Weitzeil en Melanie Margalis de zilveren medaille in de wacht. Samen met Emily Escobedo, Claire Curzan en Kate Douglass zwom ze in de series van de 4×50 meter wisselslag, in de finale legde Curzan samen met Rhyan White, Lidia Jacoby en Abbey Weitzeil beslag op de zilveren medaille. Voor haar aandeel in deze estafette ontving Berkoff eveneens de zilveren medaille. Op de 4×100 meter wisselslag eindigd ze samen met Emily Escobedo, Claire Curzan en Abbey Weitzeil op de vierde plaats.
Op de wereldkampioenschappen zwemmen 2022 in Boedapest behaalde de Amerikaanse de zilveren medaille op de 50 meter rugslag.

## Internationale toernooien
| Jaar | Olympische Spelen | WK langebaan | WK kortebaan | PanPacs | Pan-Amerikaanse Spelen |
| ---- | ----------------- | ------------ | --- | ------- | ---------------------- |
| 2021 | geen deelname     |              | 100m rugslag · 4×50m vrije slag · 4×100m vrije slag · 4×200m vrije slag · Berkoff zwom enkel de series · 4×50m wisselslag · Berkoff zwom enkel de series · 4e 4×100m wisselslag |         |                        |
| 2022 |                   | 50m rugslag  | 13-18 december |         |                        |

## Persoonlijke records
Bijgewerkt tot en met 28 april 2022
Kortebaan
| Afstand      | Tijd  | Datum            | Plaats    |
| ------------ | ----- | ---------------- | --------- |
| 50m rugslag  | 25,88 | 17 december 2021 | Abu Dhabi |
| 100m rugslag | 55,40 | 17 december 2021 | Abu Dhabi |

Langebaan
| Afstand      | Tijd  | Datum         | Plaats     |
| ------------ | ----- | ------------- | ---------- |
| 50m rugslag  | 27,12 | 28 april 2022 | Greensboro |
| 100m rugslag | 58,61 | 29 april 2022 | Greensboro |